# Gotthilf Albert Sterzing
Gotthilf Albert Sterzing (* 22. Februar 1822 in Zella St. Blasii; † 17. Oktober 1889 in Gotha) war Hofrat und Landgerichtsdirektor in Gotha im Herzogtum Sachsen-Coburg-Gotha. Er gründete am 11. Juli 1861 in Gotha den Deutschen Schützenbund.

## Familie
Gotthilf Albert Sterzing wurde als zweites von elf Kindern des Amtsphysicus Sterzing in Zella St. Blasii geboren. Das Einkommen des Vaters war durch die Konkurrenz weiterer Ärzte am Ort für die große Familie niedrig, so dass ein Bruder zusätzlich mit einer Schneidmühle (Doctersmühle in Zella St. Blasii) zum Familienunterhalt beitrug. 1870 fiel einer der Söhne Sterzings in der Schlacht bei Wörth. Sterzings erste Ehefrau litt an zunehmender Erblindung. Glück erlebte Sterzing noch einmal im hohen Lebensalter mit seiner zweiten Frau. Nach zehn Monaten Bettlägerigkeit starb Sterzing am 17. Oktober 1889 in seinem Haus in Gotha.

## Ausbildung und Beruf
Von 1834 bis 1840 besuchte er das Gymnasium Illustre in Gotha. Von 1840 bis 1843 studierte Sterzing an der Universität Jena Rechtswissenschaften. 1843 bis 1850 war er Accessist in Zella St. Blasii, 1850 bis 1854 Amtsadvokat im Amt Liebenstein bei Plaue. 1854 wurde er Amtskommissär in Gotha, ab 1858 war er Kreisgerichtsrat beim Landgericht Gotha, ab 1859 Staatsanwalt, ab 1865 Vorstand des Stadtgerichts Gotha und ab 1879 Landgerichtsdirektor am Landgericht Gotha. Von 1850 bis 1861 gehörte Sterzing dem gothaischen Landtag an. Er war von 1863 bis 1875 Mitglied des Gothaer Stadtverordnetenkollegiums und trat für die fortschrittliche Entwicklung der öffentlichen Wasserversorgung, der Kanalisation und der Feuerbestattung ein.
Eine Reihe von Jahren war Sterzing Mitglied der Direktion der Thüringer Eisenbahngesellschaft, des Ausleihecomités der Gothaer Lebensversicherungsbank und des gothaischen Landeshülfsvereins. Zudem bekleidete Sterzing mehrere wohltätige Ämter.

## Schützenwesen
Als 1861 das I. deutsche Schützenfest in Gotha gefeiert wurde, rief der für das Schützenwesen begeisterte Sterzing mit der Unterstützung seines Landesherrn Herzog Ernst II. von Sachsen-Coburg und Gotha den Deutschen Schützenbund ins Leben, der die Pflege des nationalen Gedankens auf seine Flagge geschrieben hatte, und gleichzeitig gründete er die Deutsche Schützen- und Wehrzeitung, die er beinahe bis an sein Lebensende redigierte. Erstmals gab es mit der Gründung des Deutschen Schützenbundes eine Vereinigung der Bürger aller deutscher Staaten. Dies nahm in diesem Bereich die Bildung des Deutschen Reiches und die Überwindung der Kleinstaaterei voraus. Er sah im Schützensport eins der Mittel, „deutsche Art und Sitte“ zu pflegen und das Zusammengehörigkeitsgefühl unter den Männern aller deutschen Stämme zu fördern.
Wenige Tage später, am 13. Juli 1861 erfolgte auf Initiative von Sterzing an gleicher Stelle die Gründung des Thüringer Schützenbundes.
Zwei Jahre nach seinem Tod errichtete der Deutsche Schützenbund ihm zu Ehren auf dem Schießstandgelände der Altschützengesellschaft zu Gotha ein Denkmal. Die lebenstreue Büste von Albert Sterzing wurde von dem aus Gotha stammenden Künstler Christian Behrens geschaffen. Regelmäßig erfolgt hier die Würdigung von Albert Gotthilf Sterzing durch die Schützen.